# Pilot Pen Tennis 2006 - Qualificazioni doppio femminile
Le qualificazioni del doppio femminile del Pilot Pen Tennis 2006 sono state un torneo di tennis preliminare per accedere alla fase finale della manifestazione. I vincitori dell'ultimo turno sono entrati di diritto nel tabellone principale. In caso di ritiro di uno o più giocatori aventi diritto a questi sono subentrati i lucky loser, ossia i giocatori che hanno perso nell'ultimo turno ma che avevano una classifica più alta rispetto agli altri partecipanti che avevano comunque perso nel turno finale.
Le qualificazioni del doppio del torneo Pilot Pen Tennis 2006 prevedevano 4 coppie partecipanti di cui una è entrata nel tabellone principale.

## Teste di serie
1. Anastasija Rodionova /  Andreea Vanc (Qualificate)

1. Juliana Fedak /  Galina Voskoboeva (primo turno)

## Tabellone

### Legenda
| - Q = Qualificato - WC = Wild card - LL = Lucky loser | - ALT = Alternate - SE = Special Exempt - PR = Protected Ranking | - w/o = Walkover - r = Ritirato - d = Squalificato |

|  | Primo turno | Primo turno                       | Primo turno                       | Primo turno                       | Primo turno |  |  | Ultimo turno | Ultimo turno                      | Ultimo turno                      | Ultimo turno | Ultimo turno |  |
|  |             |                                   |                                   |                                   |             |  |  |              |                                   |                                   |              |              |  |
|  | 1           | Anastasija Rodionova Andreea Vanc | Anastasija Rodionova Andreea Vanc | Anastasija Rodionova Andreea Vanc | 8           |  |  |              |                                   |                                   |              |              |  |
|  |             | Audra Cohen Carolyn Mcveigh       | Audra Cohen Carolyn Mcveigh       | Audra Cohen Carolyn Mcveigh       | 2           |  |  | 1            | Anastasija Rodionova Andreea Vanc | Anastasija Rodionova Andreea Vanc | 6            | 6            |  |
|  |             | Jasmin Wöhr Nastas'sja Jakimava   | Jasmin Wöhr Nastas'sja Jakimava   | Jasmin Wöhr Nastas'sja Jakimava   | 8           |  |  |              | Jasmin Wöhr Nastas'sja Jakimava   | Jasmin Wöhr Nastas'sja Jakimava   | 2            | 1            |  |
|  | 2           | Juliana Fedak Galina Voskoboeva   | Juliana Fedak Galina Voskoboeva   | Juliana Fedak Galina Voskoboeva   | 4           |  |  |              |                                   |                                   |              |              |  |